# 北方大城市元音移位
北方大城市元音移位指的是部分元音音位系统发生的一系列移位的现象。因该现象主要发生在美国北部一大片
围绕大湖地区的城市里，从锡拉丘兹（纽约州）起，穿越克里夫兰（俄亥俄州），底特律（密西根州），芝加哥（伊利诺州）等直到明尼阿波利斯（明尼苏达州），甚至在靠近中部的圣路易斯（密苏里州）也存在。
发生此现象的地区在形如单词 ket, cut, caught, cot,cat，kit 中的元音IPA [ɛ], [ʌ], [ɔ], [ɑ], [æ]， [ə], 
[ɔ], [ɑ], [a], [iæ],[ɪ] 发生了央化。

## 由来
此现象的发现起因于20世纪60年代有人注意到元音/æ/发生了由/æ/到/iæ/的双元音化。
后来又注意到 /ɑ/向前移位成[a], 占据了一个非常靠近/æ/的舌位。个别人甚至干脆发成/æ/。第三个阶段 /ɔ/的舌位降低向[ɑ]靠近. 第四阶段/ɛ/往后发生移动（仅在一部分口音中发现，而且取决于语境）；这个移动很容易使/ɛ/和 [æ]相混淆。第五个阶段是/ʌ/的后移。最后/ɪ/舌位的降低和后移。这种元音移位一直在大湖周围城市里存在和进行着，所以有些地方只有其中几种阶段的变化（如早期的两个阶段），但是不存在比如说只发生最后阶段的移位的现象。即移位是按上述的时间顺序分先后发生的。

## 其他
此现象主要存在于白人和长期生活在涉及地区的人们当中。黑人中几乎没有这种移位存在。
尽管加拿大跟美国北部挨得很近，但是也没有这种现象发生。由此，加美边境加方的人的口音听起来倒像是美国本土几千里以外加州的口音，而与近在咫尺的边境对面的美国人口音大相逈异。

## 外部連結
- Northern Cities Shift（页面存档备份，存于）
- A National Map of The Regional Dialects of American English（页面存档备份，存于）
- PBS resource from the show "Do you Speak American?"（页面存档备份，存于）
- Detroit Area Vowels (bottom part of page)（页面存档备份，存于） Sound files at Penelope Eckert's website
- NPR interview with Professor William Labov about the shift（页面存档备份，存于）
- Detroit Area Vowels (网页底部)（页面存档备份，存于） 含语音文件
- 专家们听出了与大湖地区口音不同的鼻音差异 一篇来自报纸Detroit News'的报道